# Bramming Boldklub
Bramming Boldklub er en fodboldklub i Bramming i Sydvestjylland, som blev stiftet i 1899.
Klubbens førstehold spiller i Jyllandsserien pr. 2022.